# District de Gaillac
Le district de Gaillac est une division territoriale française du département du Tarn de 1790 à 1795. 

## Composition
Il était composé de 11 cantons (dont quatre aujourd'hui disparus) : 
- Cadalen,
- Cahuzac,  (aujourd'hui disparu)
- Castelnau-de-Montmiral,
- Cordes,
- Gaillac,
- Labastide-de-Lévis,  (aujourd'hui disparu)
- Lisle
- Milhars,  (aujourd'hui disparu)
- Puycelsi,  (aujourd'hui disparu)
- Rabastens,
- Salvagnac.